# Degallierister barberoi
Degallierister barberoi är en skalbaggsart som beskrevs av Yves Gomy 2001. Degallierister barberoi ingår i släktet Degallierister och familjen stumpbaggar. Inga underarter finns listade i Catalogue of Life.